# Kiappiesielga (stacja kolejowa)
Kiappiesielga (ros. Кяппесельга, krl. Käppäselgy) – stacja kolejowa w miejscowości Kiappiesielga, w rejonie kondopożskim, w Karelii, w Rosji. Położona jest na linii Wołchow - Murmańsk.

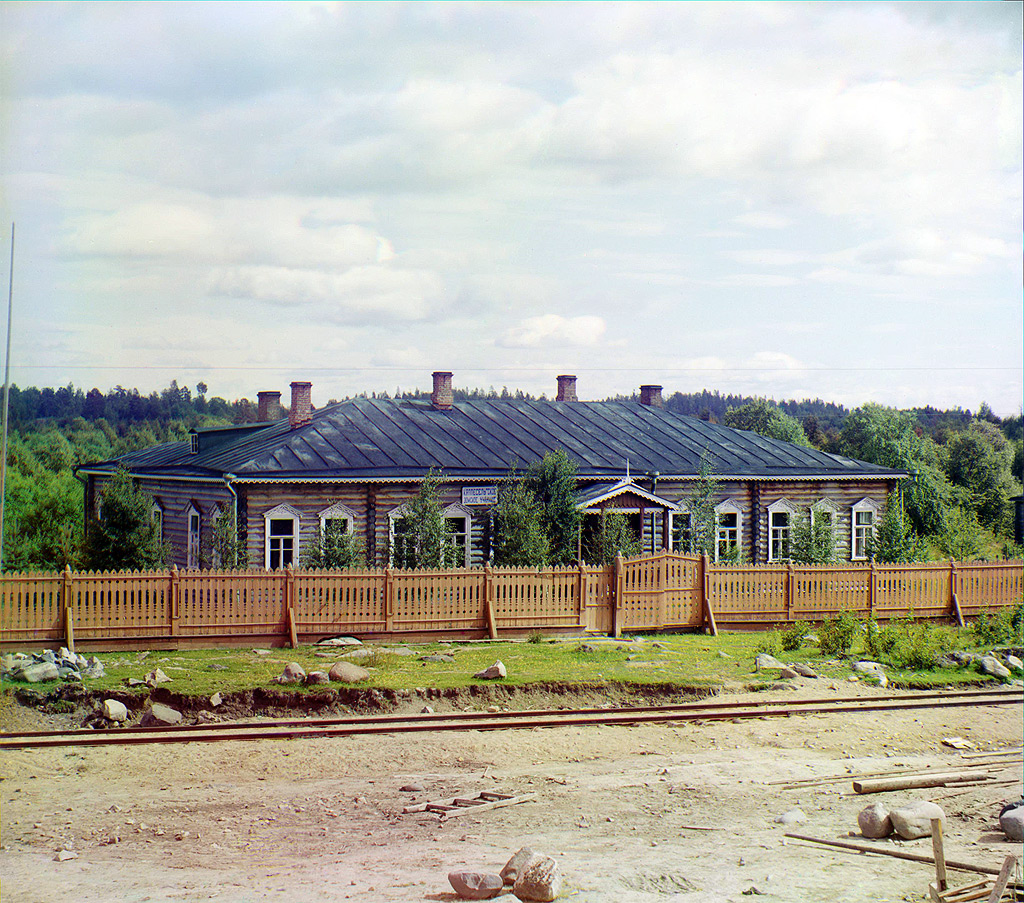
Kiappiesielga w 1916 na zdjęciu Siergieja Prokudina-Gorskiego